# Лисиненко, Игорь Васильевич
Игорь Васильевич Лисиненко (род. 18 мая 1962 года, Полтавская область, СССР) — российский предприниматель, основатель и основной владелец чаефасовочной компании «Май», член координационного совета «Деловой России».

## Биография
В 1988 году окончил Военный институт иностранных языков, в котором учился в течение семи лет. Во время учёбы принимал участие в боевых действиях в Афганистане в течение двух лет, награждён боевым орденом Красной Звезды. В 1989 году избран председателем совета афганцев Севастополя и затем секретарем Севастопольского горкома комсомола.
В мае 1991 года основал компанию «Май», являлся генеральным директором до декабря 1997 года.
В декабре 1997 года избран депутатом Московской городской Думы II созыва по 19 избирательному округу, являлся заместителем председателя бюджетно-финансовой комиссии. В декабре 1999 года избран депутатом Государственной Думы III созыва по 196 избирательному округу в Москве, являлся заместителем председателя комитета по собственности. Член фракции «Единство — Единая Россия».
В январе 2000 года стал организатором создания и председателем межфракционного депутатского объединения «Деловая Россия», состоявшего из 58 депутатов Госдумы, имевших опыт предпринимательской деятельности.
В мае 2001 года стал организатором создания и занял пост первого председателя общероссийской общественной организации «Деловая Россия». Через 2 года сложил с себя полномочия председателя, чтобы дать возможность другим предпринимателям проявить себя в руководстве организацией. В декабре 2003 года, после истечения полномочий депутата Госдумы, вернулся на должность председателя совета директоров «Мая».
Прошёл обучение в бизнес-школах «Мирбис», IMD, INSEAD, Harvard Business School. Кандидат социологических наук, тема диссертации — «Социология предпринимательства», доктор экономических наук (тема диссертации — «Торгово-промышленные группы»).

## Личная жизнь
Женат, проживает с семьей в Люблино.